# Xã Boeuf, Quận Franklin, Missouri
Xã Boeuf (tiếng Anh: Boeuf Township) là một xã thuộc quận Franklin, tiểu bang Missouri, Hoa Kỳ. Năm 2010, dân số của xã này là 2.246 người.